# Popularidade dos presidentes do Brasil
A popularidade de presidentes da república do Brasil é a maneira utilizada por centros de pesquisa como Datafolha, IBOPE e outros para medir o nível de aprovação das atitudes do chefe do executivo do país durante seu mandato. Normalmente as pesquisas de opinião são feitas por órgãos independentes e apartidários, assim garantindo a segurança dos seus resultados. Para maior segurança, são feitas as mesmas pesquisas diversas vezes por institutos diferentes, assim comprovando uma tendência popular.
Durante o período da ditadura militar no Brasil, as pesquisas de popularidade não eram realizadas e/ou eram manipuladas para passar uma ideia de aprovação popular aos cidadãos tentando minimizar possíveis desconfianças sobre a popularidade do regime. Os índices de aprovação tendem a ter dois pontos principais, onde o índice encontra-se marcando a maior aprovação do mandato e o ponto onde o índice mostra a menor aprovação do mandato, estes índices tendem também a seguir os índices de rejeição assim marcando o inverso do que a aprovação,  não sendo uma regra.
Foram considerados apenas os presidentes da "Nova República" que ocorreu após a ditadura militar com as primeiras eleições diretas, tendo em vista que as pesquisas de popularidade até 1964 não eram claramente noticiadas tendo em vista que o único órgão que fazia este trabalho era o IBOPE e as pesquisas de popularidade durante a ditadura militar (1964 até 1985) não existiram e/ou não eram confiáveis.

## Índices de aprovação dos presidentes da república
| Presidente                | Presidente                  | Mandato                              | Maior índice de aprovação | Menor índice de aprovação | Fonte             | Ref.          |
| ------------------------- | --------------------------- | ------------------------------------ | ------------------------- | ------------------------- | ----------------- | ------------- |
| José Sarney               | Foto Oficial Sarney EBC.jpg | Março de 1985 até março de 1990      | 71% em março de 1986      | 9% em novembro de 1989    | IBOPE             | [ 4 ]         |
| Fernando Collor           |                             | Março de 1990 até dezembro de 1992   | 59% em fevereiro de 1990  | 14% em fevereiro de 1992  | IBOPE             | [ 5 ]         |
| Itamar Franco             |                             | Dezembro de 1992 até janeiro de 1995 | 41% em dezembro de 1994   | 12% em novembro de 1993   | Datafolha         | [ 6 ]         |
| Fernando Henrique Cardoso |                             | Janeiro de 1995 até Janeiro de 2003  | 47% em dezembro de 1996   | 13% em setembro de 1999   | Datafolha         | [ 7 ]         |
| Luiz Inácio Lula da Silva |                             | Janeiro de 2003 até janeiro de 2011  | 80% em dezembro de 2010   | 43% em abril de 2003      | Datafolha         | [ 8 ]         |
| Dilma Rousseff            |                             | Janeiro de 2011 até agosto de 2016   | 65% em março de 2013      | 10% em março de 2015      | Datafolha         | [ 9 ]         |
| Michel Temer              |                             | Agosto de 2016 até janeiro de 2019   | 14% em julho de 2016      | 3% em junho de 2018       | Datafolha         | [ 10 ]        |
| Jair Bolsonaro            |                             | Janeiro de 2019 até 2022             | 40% em agosto de 2022     | 19% em novembro de 2021   | IBOPE Atlas/Intel | [ 11 ] [ 12 ] |

## Índices de reprovação dos presidentes da república
| Presidente                | Presidente                  | Mandato                              | Maior índice de reprovação | Menor índice de reprovação | Fonte                | Ref.         |
| ------------------------- | --------------------------- | ------------------------------------ | -------------------------- | -------------------------- | -------------------- | ------------ |
| José Sarney               | Foto Oficial Sarney EBC.jpg | Março de 1985 até março de 1990      | 60% em novembro de 1989    | 2% em março de 1986        | IBOPE                | [ 4 ]        |
| Fernando Collor           |                             | Março de 1990 até dezembro de 1992   | 41% em maio de 1992        | 7% em fevereiro de 1990    | IBOPE                | [ 9 ]        |
| Itamar Franco             |                             | Dezembro de 1992 até janeiro de 1995 | 41% em novembro de 1993    | 8% em fevereiro de 1993    | Datafolha            | [ 6 ]        |
| Fernando Henrique Cardoso |                             | Janeiro de 1995 até Janeiro de 2003  | 56% em setembro de 1999    | 12% em dezembro de 1996    | Datafolha            | [ 7 ]        |
| Luiz Inácio Lula da Silva |                             | Janeiro de 2003 até janeiro de 2011  | 29% em dezembro de 2005    | 2% em outubro de 2010      | Datafolha            | [ 8 ]        |
| Dilma Rousseff            |                             | Janeiro de 2011 até agosto de 2016   | 69% em março de 2016       | 5% em dezembro de 2012     | Datafolha            | [ 4 ]        |
| Michel Temer              |                             | Agosto de 2016 até janeiro de 2019   | 82% em junho de 2018       | 31% em julho de 2016       | Datafolha            | [ 10 ]       |
| Jair Bolsonaro            |                             | Janeiro de 2019 até 2022             | 65% em novembro de 2021    | 33% em março de 2020       | Datafolha/AtlasIntel | [ 5 ] [ 14 ] |

## Gráficos comparativos

### José Sarney
| No inicio de seu mandato a maioria dos brasileiros considerava seu governo | Ótimo/bom    |
| No final de seu mandato a maioria dos brasileiros considerava seu governo: | Ruim/péssimo |
| Fontes: IBOPE                                                              |              |

### Fernando Collor
| No inicio de seu mandato a maioria dos brasileiros considerava seu governo | Ótimo/bom    |
| No final de seu mandato a maioria dos brasileiros considerava seu governo: | Ruim/péssimo |
| Fontes:IBOPE                                                               |              |

### Itamar Franco
| No inicio de seu mandato a maioria dos brasileiros considerava seu governo | Regular |
| No final de seu mandato a maioria dos brasileiros considerava seu governo: | Regular |
| Fonte:Datafolha                                                            |         |

### Fernando Henrique Cardoso
| No inicio de seu mandato a maioria dos brasileiros considerava seu governo | Regular |
| No final de seu mandato a maioria dos brasileiros considerava seu governo: | Regular |
| Fonte:Datafolha                                                            |         |

### Luiz Inácio Lula da Silva
| No inicio de seu mandato a maioria dos brasileiros considerava seu governo | Ótimo/bom |
| No final de seu mandato a maioria dos brasileiros considerava seu governo: | Ótimo/bom |
| Fonte:Datafolha                                                            |           |

### Dilma Rousseff
| No inicio de seu mandato a maioria dos brasileiros considerava seu governo | Ótimo/bom    |
| No final de seu mandato a maioria dos brasileiros considerava seu governo: | Ruim/péssimo |
| Fonte:Datafolha                                                            |              |

### Michel Temer
| No inicio de seu mandato a maioria dos brasileiros considerava seu governo | Ruim/péssimo |
| No final de seu mandato a maioria dos brasileiros considerava seu governo: | Ruim/péssimo |
| Fonte:Datafolha                                                            |              |

### Jair Bolsonaro
| No inicio de seu mandato a maioria dos brasileiros considerava seu governo | Ótimo/bom    |
| No final de seu mandato a maioria dos brasileiros considerava seu governo: | Ruim/péssimo |
| Fonte:Datafolha                                                            |              |